# Chad Carvin
Chad Carvin (Estados Unidos, 13 de agosto de 1974) es un nadador estadounidense retirado especializado en pruebas de estilo libre media distancia, donde consiguió ser medallista de bronce mundial en 2001 en los 4x200 metros estilo libre.

## Carrera deportiva
En el Campeonato Mundial de Natación de 2001 celebrado en Fukuoka ganó la medalla de bronce en los relevos de 4x200 metros estilo libre, con un tiempo de 7:13.69 segundos, tras Australia (oro con 7:04.66 segundos que fue récord del mundo) e Italia (plata con 4:10.86 segundos).